# Caledonia (Ohio)
Caledonia ist ein Village im Marion County, Ohio, Vereinigte Staaten, mit 560 Einwohnern (Stand nach der Volkszählung im Jahr 2020). 

## Bildung
In Caledonia gibt es zwei Highschools, die River Valley High School mit 551 Schülern und die River Valley Digital Academy mit 63 Schülern. Dazu kommt die Liberty Elementary School mit 431 Schülern und die River Valley Middle School mit 417 Schülern (Klassen 6 bis 8).

## Persönlichkeiten
- Warren G. Harding, der 29. Präsident der Vereinigten Staaten, verbrachte einen Teil seiner Kindheit in dem Ort und arbeitete später kurzzeitig für die Gemeindezeitung The Argus.